# Imigração suíça no Espírito Santo

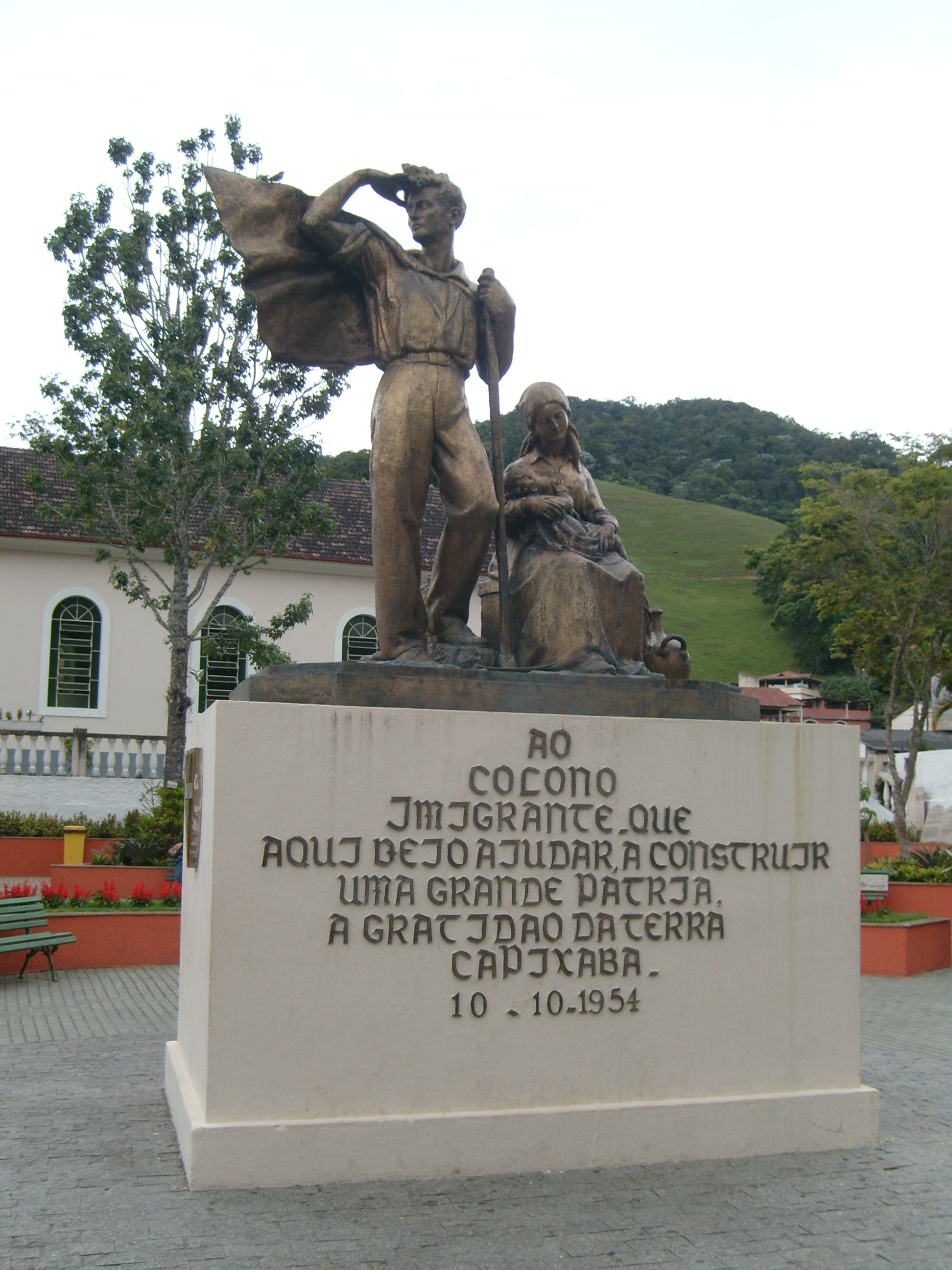
Monumento ao imigrante, erigido em 1954 em Domingos Martins

A imigração suíça no estado do Espírito Santo foi um fato ocorrido a partir de 1856 no Brasil. Inicialmente os imigrantes se dirigiram às colônias de Santa Leopoldina, Rio Novo do Sul e Santa Izabel (Domingos Martins), no estado do Espírito Santo.

## Imigrantes
Os imigrantes suíços perfaziam um grupo de 117 pessoas junto a 37 alemães, os quais foram os primeiros imigrantes a chegar na recém-formada Santa Leopoldina, no início do ano de 1857. Esses pioneiros eram em sua maioria protestantes e foram os imigrantes que mais sofreram no início da colonização da região. Aos suíços foi concedida a parte norte da colônia, local que passou a ser chamado Suíssa.
De todos os grupos étnicos ali estabelecidos, os suíços e luxemburgueses estão entre os imigrantes que mais perderam sua identidade étnica ao serem absorvidos pela cultura local predominante. Em virtude dessa absorção e da falta de conhecimento de sua ancestralidade, a maioria dos descendentes desses colonos acredita ser de origem germânica.

## Famílias
Entre as famílias suíças que colonizaram o solo capixaba, incluem-se as seguintes:
- Babler
- Birchler
- Durr
- Emerick
- Fischer
- Hauser
- Hammerli -atual Hemerly
- Hoffmann
- Kauffmann
- Kobi
- Kuster
- Muller
- Rohr
- Scheidegger
- Schneider
- Volkart
- Scherrer
- Stauffer